# Жаскешу (Тюлькубаський район)
Жаскешу́ (каз. Жаскешу) — село у складі Тюлькубаського району Туркестанської області Казахстану. Адміністративний центр Жаскешуського сільського округу.
До 1993 року село називалось Корниловка.
Населення — 4718 осіб (2021; 4561 у 2009, 4169 у 1999, 4375 у 1989).